# Livraria Bertrand
La Livraria Bertrand è una catena di librerie operativa in Portogallo, con 59 negozi sul territorio nazionale. Una delle sue sedi storiche, situata al numero 73 di Rua Garrett nel quartiere Chiado a Lisbona, è la libreria in attività più antica del mondo, come riportato anche nel Guinness dei primati.

## Storia

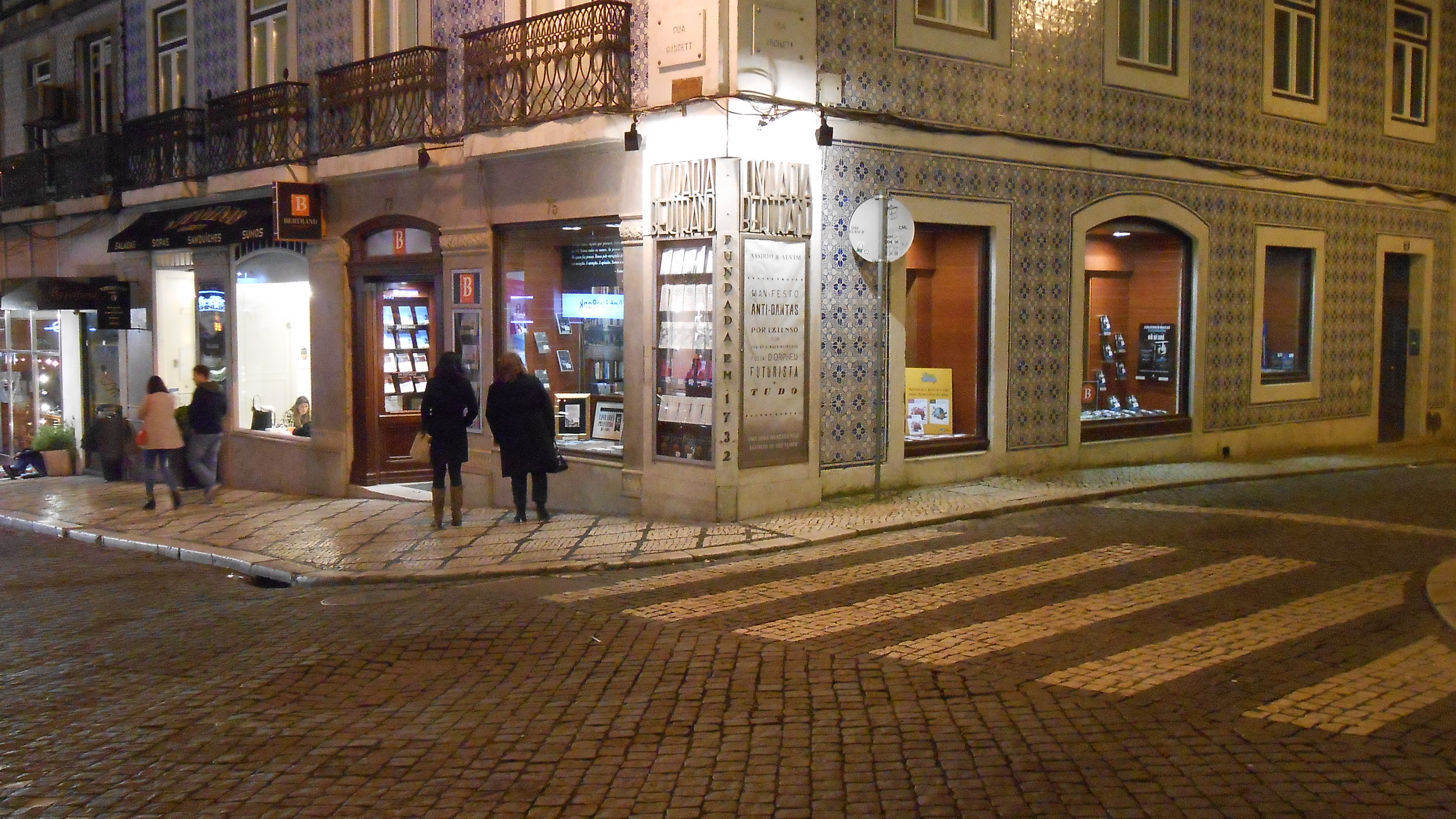
Sede storica della Livraria Bertrand, aperta nel 1773, all'angolo tra Rua Garrett e Rua Anchieta, nel quartiere Chiado

La fondazione di quella che sarebbe stata l'antesignana della Livraria Bertrand risale al 1732 quando il francese naturalizzato portoghese Pedro Faure, che gestiva dal 1727 una ben avviata tipografia situata in Rua da Cordoaria Velha, nella freguesia di Mártires, decise di aprire una libreria in Rua Direita do Loreto, nella freguesia di Encarnação (entrambe le vie sono oggi scomparse).
Nel 1742 Faure accettò come socio della libreria Pierre Bertrand, da poco giunto dalla Francia. Quest'ultimo sposò inoltre la figlia di Faure. La libreria assunse la denominazione Pedro Faure & Bertrand. Qualche anno dopo arrivò a Lisbona anche il fratello di Pierre, Jean Joseph Bertrand, che divenne a sua volta socio in affari. Nel 1747 la libreria cambiò ragione sociale in Pedro Faure & Irmãos Bertrand (Pedro Faure & fratelli Bertrand).
Con la morte di Pedro Faure, avvenuta nel 1753, i fratelli Bertrand rimasero proprietari del negozio, che venne rinominato Irmãos Bertrand (Fratelli Bertrand). Due anni dopo il terremoto di Lisbona del 1755 distrusse buona parte della città, danneggiando gravemente la libreria, allora situata in Rua Direita do Loreto. Nel 1756 Jean Joseph riaprì il negozio in una nuova sede, nella località Senhor Jesus da Boa Morte, nei pressi della Capela de Nossa Senhora das Necessidades (adiacente al Palácio das Necessidades). Nel 1773 Jean Joseph acquistò un terreno in Rua das Portas de Santa Catarina (l'odierna Rua Garrett), destinandolo alla costruzione della sua abitazione e del negozio, che qui avrebbe trovato la sua definitiva collocazione. Dopo la sua morte, avvenuta nel 1778, la moglie Marie Claire Rey Bertrand e suo figlio Jorge Bertrand proseguirono nella gestione, ampliando il catalogo, che annoverava nel 1791 169 titoli. In quel periodo la libreria era nota con il nome Viúva Bertrand e Filho (Vedova Bertrand e figlio). In seguito alla morte di Marie Claire Rey Bertrand le subentrò il figlio Jorge, il quale tuttavia morì prematuramente. Con la sua scomparsa, le sorti della libreria passarono nelle mani della vedova di Jorge, Mariana Borel Bertrand, che gestì la società nei primi anni del XIX secolo.

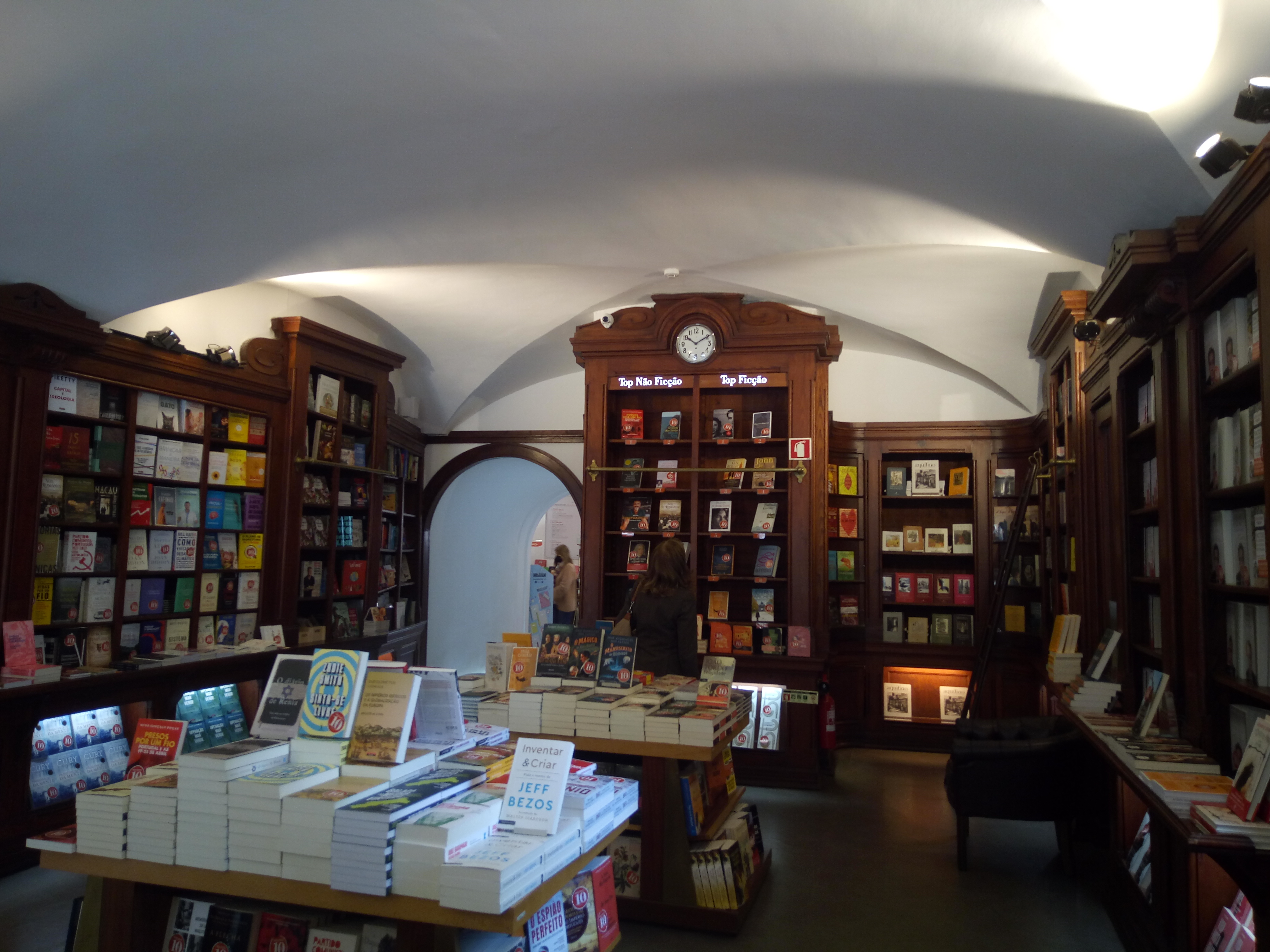
Interni della Livraria Bertrand del Chiado

Nel corso del XIX secolo la Livraria Bertrand divenne un centro di primo piano nel panorama culturale portoghese. I figli di Jorge e Mariana Borel Bertrand, ovvero João José, André e Francisco Xavier erano in buoni rapporti con diversi intellettuali e scrittori dell'epoca, tra cui Alexandre Herculano, del quale stamparono l'intera produzione letteraria. Fu nella Livraria Bertrand che Herculano entrò in contatto con Oliveira Martins. Figure di spicco della cosiddetta Generazione del 70 quali Antero de Quental, Ramalho Ortigão, Alexandre Herculano, José Maria Eça de Queirós frequentarono assiduamente la libreria, luogo di riunioni e dibattiti (tertúlias).
In seguito alla scomparsa dei fratelli Bertrand, la libreria passò a José Fontana. Di origine svizzera, nacque a Cabbio nel 1840, figlio di una discendente dei fondatori della Livraria Bertrand, Maria Clara Bertrand Bonardelli.
José Fontana è noto principalmente per essere stato uno dei fondatori del Partido Socialista Português e per essere stato, assieme ad Antero de Quental, uno degli organizzatori delle Conferências Democráticas do Casino Lisbonense, tenutesi nel 1871. In questi incontri vennero discusse questioni di natura politica, culturale e sociale, allo scopo di proporre soluzioni per modernizzare il Paese.
José Fontana, gravemente ammalato di tubercolosi, morì suicida nel 1876 nella Livraria Bertrand del Chiado. Con la sua scomparsa la libreria passò sotto la gestione di José Correia Nobre França, giornalista di orientamento repubblicano e socialista e, in seguito di José Bastos.
Nel corso del XX secolo la Livraria Bertrand mutò proprietà varie volte e assunse diverse denominazioni. Nel 1912 venne acquisita dalla casa editrice Aillaud Bastos & Alves, operativa a Lisbona, Parigi e Rio de Janeiro. Dopo varie vicissitudini, tra cui la morte di uno dei soci, Francisco Alves, nel 1917, la proprietà venne ceduta nel 1933 alla società Livraria Bertrand S.A.R.L., che dal 1942 fu controllata, con quota di maggioranza, dal francese Marcel Didier. Sotto la guida dell'amministratore delegato George Lucas (1948-1975) la Livraria Bertrand conobbe un periodo di forte espansione, con l'apertura di librerie in tutta la nazione e divenendo il più grande distributore di libri e periodici stranieri.
Nel 2010 la Livraria Bertrand è stata rilevata dal gruppo editoriale Porto Editora, che gestisce anche la vendita online. La Livraria Bertrand è stata contestualmente inserita, assieme ad altre catene di librerie e case editrici, all'interno del Grupo Bertrand Círculo.